# Fritillaria anhuiensis
Fritillaria anhuiensis är en liljeväxtart som beskrevs av Sing Chi Chen och S.F.Yin. Fritillaria anhuiensis ingår i Klockliljesläktet och i familjen liljeväxter. Inga underarter finns listade.